# Mahmud Hoyyatí

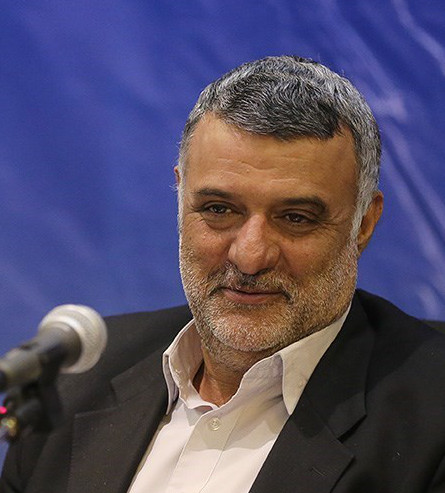
Mahmud Hoyyatí (marzo del 2014)

Mahmud Hoyyatí (n. en Nayafabad, 1955-) es un político reformista iraní, miembro del Frente de Participación del Irán Islámico y, desde el 15 de agosto de 2013, ministro de la Yihad Agrícola de la República Islámica de Irán.

## Biografía

### Formación
Mahmud Hoyyatí nació en Nayafabad (provincia iraní de Ispahán) en 1955, hijo de un ulema de prestigio local, Hach sheij Gholamrezá Hoyyatí. 
Tras formarse en Nayafabad, ingresó en la Universidad Tecnológica de Ispahán, donde se licenció en Ingeniería civil. 

### Revolución y Yihad de la Construcción
Con el triunfo de la Revolución Islámica de 1979, Hoyyatí se implicó en la Yihad de la Construcción, institución establecida en la misma primavera de 1979 por indicación del ayatolá Jomeini para el desarrollo de las regiones más pobres de Irán, para lo que se desplazó a Chahar Mahal y Bajtiarí, tras lo cual pasó a ser miembro del comité central de la Yihad de la Construcción en Ispahán. 

### Guerra y Gobernación de Sistán y Baluchistán
Con el estallido de la guerra Irán-Irak, Hoyyatí acudió con frecuencia al frente y además de poner en marcha centros de apoyo logístico, participó en distintas operaciones bélicas. Hoyyatí perdió en la guerra a varios miembros de su familia, reconocidos en Irán como «mártires».
En 1985, ascendió al comité central de la Yihad de la Construcción a nivel nacional. 
En 1989, terminada la guerra, Hoyyatí fue designado como gobernador de la provincia de Sistán y Baluchistán por el presidente Akbar Hashemí Rafsanyaní y ejerció el cargo hasta 1994.

### Ministerio de Vías y Transportes (2000-2005)
En 1997, fue designado como ministro de Vías y Transportes en el primer gobierno del reformista Mohammad Jatamí, hasta ser sustituido en 2000. Durante su ministerio, dirigió la construcción de la mayor presa de Irán en el río Karjé (22 km al noroeste de Andimeshk, en la provincia de Juzestán). 

### Ministerio de la Yihad Agrícola (2000-2005)
En 2000, la Yihad de la Construcción fue fundida con el ministerio de Agricultura, dando lugar a un ministerio de la Yihad Agrícola de grandes dimensiones, con 80 000 empleados a su cargo, muy distribuidas por el territorio iraní, cuya dirección fue encomendada a Hoyyatí. El éxito en la fusión se convirtió en modelo de administración dentro del estado iraní. 
Durante su ministerio (2000-2005), Hoyyatí incrementó los subsidios a la producción de trigo para garantizar el precio mínimo de venta a los agricultores, lo que produjo un crecimiento en la producción de 8 millones de toneladas anuales a 14, reduciéndose a cero la importación de trigo (precedentemente, 6,4 millones de toneladas anuales), hecho que fue festejado por las autoridades iraníes con una Fiesta de la Autosuficiencia del Trigo.
En febrero de 2004, Hoyyatí participó en la serie de protestas de diputados reformistas por el rechazo por el Consejo de Guardianes de la candidatura de gran número de reformistas en las elecciones parlamentarias. Hoyyatí acudió a la Asamblea en apoyo a 139 parlamentarios que protagonizaban un encierro en la sede legislativa, y llegó junto a varios ministros y secretarios ministeriales a presentar su dimisión, que finalmente no fue aceptada. 

### Gobierno deHasán Rouhaní
El 15 de agosto de 2013, la candidatura de Hoyyatí para dirigir el ministerio de Vías y Urbanismo, presentada por Hasán Rouhaní, fue aceptada en la Asamblea Consultiva Islámica con 177 votos favorables, 81 contrarios y 26 abstenciones.